# Emmanouīl Karalīs
Emmanouīl Karalīs (in greco Εμμανουήλ Καραλής?; Atene, 20 ottobre 1999) è un astista greco.

## Biografia
È nato ad Atene da padre greco e madre di origine ugandese.

## Palmarès
| Anno | Manifestazione          | Sede       | Evento           | Risultato      | Prestazione | Note                          |
| ---- | ----------------------- | ---------- | ---------------- | -------------- | ----------- | ----------------------------- |
| 2015 | Mondiali allievi        | Cali       | Salto con l'asta | Bronzo         | 5,20 m      |                               |
| 2016 | Europei allievi         | Tbilisi    | Salto con l'asta | Oro            | 5,45 m      |                               |
| 2016 | Mondiali under 20       | Bydgoszcz  | Salto con l'asta | 4º             | 5,40 m      |                               |
| 2017 | Europei indoor          | Belgrado   | Salto con l'asta | 11º            | 5,50 m      |                               |
| 2017 | Europei under 20        | Grosseto   | Salto con l'asta | nm (q)         | nm (q)      |                               |
| 2017 | Mondiali                | Londra     | Salto con l'asta | 21º (q)        | 5,45 m      |                               |
| 2018 | Mondiali indoor         | Birmingham | Salto con l'asta | 5º             | 5,80 m      | Miglior prestazione personale |
| 2019 | Mediterraneo U23 indoor | Miramas    | Salto con l'asta | Oro            | 5,55 m      |                               |
| 2019 | Europei indoor          | Glasgow    | Salto con l'asta | 4º             | 5,65 m      |                               |
| 2019 | Europei under 23        | Gävle      | Salto con l'asta | Argento        | 5,60 m      |                               |
| 2019 | Mondiali                | Doha       | Salto con l'asta | 15º (q)        | 5,60 m      |                               |
| 2021 | Europei under 23        | Tallinn    | Salto con l'asta | Argento        | 5,65 m      |                               |
| 2021 | Giochi olimpici         | Tokyo      | Salto con l'asta | 4º             | 5,80 m      | Miglior prestazione personale |
| 2022 | Mondiali                | Eugene     | Salto con l'asta | 22º (q)        | 5,50 m      |                               |
| 2022 | Europei                 | Monaco     | Salto con l'asta | 13º (q)        | 5,50 m      |                               |
| 2023 | Europei indoor          | Istanbul   | Salto con l'asta | Argento        | 5,80 m      |                               |
| 2023 | Giochi europei          | Chorzów    | Salto con l'asta | Oro            | 5,80 m      | [ 1 ]                         |
| 2023 | Mondiali                | Budapest   | Salto con l'asta | Qualificazione | nm          |                               |
| 2024 | Mondiali indoor         | Glasgow    | Salto con l'asta | Bronzo         | 5,85 m      |                               |
| 2024 | Europei                 | Roma       | Salto con l'asta | Argento        | 5,87 m      | Miglior prestazione personale |
| 2024 | Giochi olimpici         | Parigi     | Salto con l'asta | Bronzo         | 5,90 m      |                               |
| 2025 | Europei indoor          | Apeldoorn  | Salto con l'asta | Oro            | 5,90 m      |                               |
| 2025 | Mondiali indoor         | Nanchino   | Salto con l'asta | Argento        | 6,05 m      | Record nazionale              |